# Dolichopus sublimbatus
Dolichopus sublimbatus är en tvåvingeart som beskrevs av Becker 1917. Dolichopus sublimbatus ingår i släktet Dolichopus och familjen styltflugor. Inga underarter finns listade i Catalogue of Life.